# Маккейб, Мэри Маргарет
Мэри Маргарет Маккейб (англ. Mary Margaret McCabe; род. 1948) — британский философ, специалист по древнегреческой философии. Эмерит-профессор лондонского Кингс-колледжа. Ряд работ по Платону и другим древнегреческим мыслителям, включая досократиков, Сократа и Аристотеля.
В 1956-1966 годах училась в оксфордской школе для девочек.
Окончила кембриджский Ньюнхэм-колледж (бакалавр и магистр искусств, 1970, 1973 соответственно), там же получила степень доктора философии в 1977 году, училась у Джойс Рейнольдс. В 1976—1977 годах — приглашённая в Гарварде.
В 1981—1990 годах — работница кембриджского колледжа Нью-Холл и в 1997—1998 годах — там же приглашённый исследователь.
В 1984—1985 годах — младший научный сотрудник в Центре эллинистических исследований в Вашингтоне. В те же годы — Фулбрайтовский стипендиат.
В 1987 году работала на факультете классики Принстона.
С 1990 года — преподаватель философии, в 1998—2014 годах — профессор античной философии философского факультета лондонского Кингс-колледжа, затем эмерит, одновременно в 1998—2003 годах — декан этого факультета.
В 2009—2012 годах — президент Британской философской ассоциации.
В 2014—2015 годах — работница философского факультета Университетского коллежа Лондона.
С 2014 года также работает в альма-матер.
В 2015 году работала на философском факультете Принстонского университета.
С 2015 года — вице-президент, в 2016—17 годах — президент Ассоциации разума.
На 2016/7 год — приглашённый профессор имени Сейдера в Калифорнийском университете в Беркли.
Редактор ряда изданий, в частности главред новейшей серии исследований диалогов Платона издательства «Cambridge University Press».